# Neospiza
Neospiza is een geslacht van zangvogels uit de Fringillidae (Vinkachtigen).

## Soorten
Het geslacht kent de volgende soorten:
- Neospiza concolor (Sãotomékanarie)